# Bobby Berna
Bobby Berna (eigentlich Roberto Bernardez; * 19. Mai 1961 in Manila, Philippinen) ist ein ehemaliger philippinischer Boxer im Superbantamgewicht.

## Karriere
Am 13. August 1979 gab er erfolgreich sein Profidebüt. Am 4. Dezember 1982 wurde er Weltmeister der IBF, als er Sung-In Suh durch technischen K. o. in Runde 10 bezwang. Diesen Titel verlor er allerdings bereits bei seiner ersten Titelverteidigung im April des darauffolgenden Jahres, als er im direkten Rückkampf durch T.K.o. unterlag.
Im Jahre 1988 beendete er seine Karriere.